# Maurice Travail
Maurice-André-Hyacinthe Travail, né le 17 juin 1929 à Villeurbanne (Rhône) et mort le 3 août 1994 dans le 10e arrondissement de Paris, est un acteur français.

## Théâtre
- 1968 : Le Voyage au Brésil de Guy Foissy, mise en scène André-Louis Perinetti, théâtre de l'Alliance française
- 1971 : Mon violoncelle pour un cheval de Victor Haïm, mise en scène André-Louis Perinetti, festival d'Avignon

## Filmographie

### Cinéma
- 1964 : Les Gros Bras de Francis Rigaud : un douanier à Orly
- 1968 : Les Gros Malins ou Le Champion du tiercé de Raymond Leboursier : le maître d'hôtel
- 1971 : Chut ! de Jean-Pierre Mocky : le portier
- 1971 : La Michetonneuse de Francis Leroi : l'examinateur
- 1972 : Beau Masque de Bernard Paul : Tallagrand
- 1972 : Le Franc-tireur ou Les Hasards de la gloire de Jean-Max Causse et Roger Taverne : Marcellin
- 1972 : Le Gang des otages de Édouard Molinaro : le juge Imbert
- 1973 : Le Grand Bazar de Claude Zidi : le directeur de l'usine
- 1974 : C'est pas parce qu'on a rien à dire qu'il faut fermer sa gueule de Jacques Besnard : le passager du train
- 1974 : L'Éducation amoureuse de Valentin de Jean L'Hôte : un homme d'affaires
- 1974 : Lily aime-moi de Maurice Dugowson
- 1974 : Vincent, François, Paul et les autres de Claude Sautet : le comptable
- 1974 : Six alcooliques en quête d'un médecin de Gérard Samson - court métrage
- 1975 : Blondy de Sergio Gobbi : le conférencier
- 1975 : Catherine et Compagnie de Michel Boisrond : l'examinateur du permis de conduire
- 1975 : C'est dur pour tout le monde de Christian Gion : Edmond
- 1975 : Les Galettes de Pont-Aven de Joël Séria : l'homme à la voiture récente
- 1975 : L'Incorrigible de Philippe de Broca : le fonctionnaire des finances
- 1975 : On a retrouvé la septième compagnie de Robert Lamoureux : le commandant Blin
- 1975 : Lily aime-moi de Maurice Dugowson : l'homme dans l’ascenseur
- 1976 : L'Année sainte de Jean Girault : un passager de l'avion
- 1977 : Comme la lune de Joël Séria : l'estivant
- 1979 : Buffet froid de Bertrand Blier : le gardien du terrain vague
- 1979 : Les Charlots en délire de Alain Basnier : le commentateur télé
- 1979 : La Gueule de l'autre de Pierre Tchernia : Jean-Luc Ferrari
- 1979 : L'Immorale de Claude Mulot : le père de Carole
- 1980 : La Petite Sirène de Roger Andrieux : l'homme entreprenant dans le métro
- 1985 : La Gitane de Philippe de Broca : le général
- 1986 : Corps et Biens de Benoît Jacquot
- 1986 : Tenue de soirée de Bertrand Blier : le client de Monique
- 1987 : Envoyez les violons de Roger Andrieux
- 1987 : Quelques jours avec moi de Claude Sautet : M. Travail
- 1992 : Room service de Georges Lautner : le banquier

### Télévision
- 1964 : La Terreur et la Vertu : Danton - Robespierre de Stellio Lorenzi
- 1965 : Des fleurs pour l'inspecteur (Les Cinq Dernières Minutes, épisode no 36, TV) de Claude Loursais
- 1966 : Les Cinq Dernières Minutes, épisode La Rose de fer de Jean-Pierre Marchand
- 1966 : Au théâtre ce soir : La Grande Oreille de Pierre-Aristide Bréal, mise en scène Jacques Fabbri, réalisation Georges Folgoas, théâtre Marigny
- 1967 : Les Cinq Dernières Minutes - Finir en beauté de Claude Loursais
- 1967 : L'Affaire Sacco et Vanzetti réalisation de Paul Roland pour la télévision belge : Vanzetti. Grand prix du Festival de Prague
- 1967 : Les Cinq Dernières Minutes - Voies de faits de Jean-Pierre Decourt
- 1968 : Les Enquêtes du commissaire Maigret - Signé Picpus de Jean-Pierre Decourt : le standardiste
- 1969 : Au théâtre ce soir : Les Suisses de Pierre-Aristide Bréal, mise en scène Jacques Fabbri, réalisation Pierre Sabbagh, théâtre Marigny
- 1970 : Rendez-vous à Badenberg, de Jean-Michel Meurice
- 1970 : Au théâtre ce soir : Les Joyeuses Commères de Windsor de William Shakespeare, mise en scène Jacques Fabbri, réalisation Pierre Sabbagh, théâtre Marigny
- 1970 : Le Fauteuil hanté, réalisé par Pierre Bureau
- 1972 : Les Boussardel, mini-série réalisée par René Lucot adaptée de la suite romanesque Les Boussardel de Philippe Hériat
- 1973 : Les Enquêtes du commissaire Maigret, épisode Maigret et la Jeune Morte de Claude Boissol
- 1974 : Malaventure ép. « Un plat qui se mange froid » de Joseph Drimal
- 1974 : Messieurs les jurés : L'Affaire Hamblain d'André Michel
- 1975 : Les Compagnons d'Eleusis de Claude Grinberg
- 1976 : La vérité tient à un fil, de Pierre Goutas : Jacques Brasselier
- 1976 : Nick Verlaine ou Comment voler la Tour Eiffel, de Claude Boissol, épisode La Fille de l'air
- 1976 : Les Brigades du Tigre de Victor Vicas, épisode Le cas Valentin : Dervaux
- 1977 : Dossier danger immédiat (Épisode "En verre et contre tous") de Claude Barma
- 1977 : Les Folies Offenbach, épisode Monsieur Choufleuri restera chez lui de Michel Boisrond
- 1978 : Messieurs les Jurés : L'Affaire Montvillers de Jean-Marie Coldefy
- 1978 : Les Cinq Dernières Minutes, épisode Les Loges du crime de Jean Chapot : le capitaine Morel
- 1978 :  Désiré Lafarge  épisode Pas de Whisky pour  Désiré Lafarge  de Jean-Pierre Gallo
- 1979 : Un juge, un flic de Denys de La Patellière, seconde saison (1979), épisode Carré de vilains
- 1980-2 : L'Île aux enfants : le capitaine
- 1983 : Les Enquêtes du commissaire Maigret de René Lucot (série télévisée), épisode : Maigret s'amuse : un commissaire
- 1983 : Les Nouvelles Brigades du Tigre de Victor Vicas, épisode La Grande Duchesse Tatiana de Victor Vicas : le commandant Léotard
- 1983 : La Veuve rouge, téléfilm d'Édouard Molinaro : le commissaire Dutreil
- 1984 : Série noire : Sa majesté le flic de Jean-Pierre Decourt
- 1988-91 : Vivement lundi !